# Cory Juneau
Cory Juneau (n. 20 iunie 1999, San Diego, California, SUA) este un skateboarder ce a reprezentat Statele Unite ale Americii, medaliat olimpic. A participat la o ediție a Jocurilor Olimpice (2020) în care a câștigat o medalie de bronz.

## Participări
Lista de mai jos prezintă principalele competiții la care a participat Cory Juneau de-a lungul carierei.
- Skateboarding la Jocurile Olimpice de vară din 2020 - park masculin[1]